# Llista de muntanyes de l'Horta Nord
Llista de muntanyes a la comarca de l'Horta Nord, al País Valencià.
| Nom                               | Altura | Municipi             | Unitat de relleu | Coordenades                                            | Foto |
| --------------------------------- | ------ | -------------------- | ---------------- | ------------------------------------------------------ | ---- |
| Cabeç Bord                        | 238 m. | el Puig              | serra Calderona  | 39° 37′ 29″ N, 0° 22′ 44″ O / 39.624727°N,0.378807°O   |      |
| Serra Llarga                      | 165 m. | el Puig              | serra Calderona  | 39° 37′ 51″ N, 0° 21′ 19″ O / 39.6307629°N,0.3552766°O |      |
| la Costera                        | 164 m. | Puçol                | serra Calderona  | 39° 37′ 56″ N, 0° 19′ 30″ O / 39.6322477°N,0.3250823°O |      |
| Tossal de les Terreroles          | 143 m. | Paterna              |                  | 39° 32′ 12″ N, 0° 30′ 23″ O / 39.5365699°N,0.5064186°O |      |
| Lloma de Camarena                 | 130 m. | Godella              |                  | 39° 32′ 50″ N, 0° 27′ 09″ O / 39.5473584°N,0.4525949°O |      |
| Lloma de Camarena                 | 130 m. | Paterna              |                  | 39° 32′ 50″ N, 0° 27′ 09″ O / 39.5473584°N,0.4525949°O |      |
| el Pixador                        | 120 m. | Paterna              |                  | 39° 32′ 29″ N, 0° 26′ 55″ O / 39.5414885°N,0.4484804°O |      |
| els Germanells                    | 103 m. | Rafelbunyol          |                  | 39° 36′ 01″ N, 0° 22′ 05″ O / 39.6003544°N,0.3679452°O |      |
| els Germanells                    | 103 m. | Museros              |                  | 39° 36′ 01″ N, 0° 22′ 05″ O / 39.6003544°N,0.3679452°O |      |
| el Tos Pelat                      | 90 m.  | Montcada             |                  | 39° 33′ 36″ N, 0° 25′ 16″ O / 39.559929°N,0.420976°O   |      |
| la Lloma                          | 61 m.  | Foios                |                  | 39° 34′ 21″ N, 0° 22′ 56″ O / 39.5725879°N,0.3823066°O |      |
| la Lloma                          | 61 m.  | Montcada             |                  | 39° 34′ 21″ N, 0° 22′ 56″ O / 39.5725879°N,0.3823066°O |      |
| la Lloma                          | 61 m.  | Albalat dels Sorells |                  | 39° 34′ 21″ N, 0° 22′ 56″ O / 39.5725879°N,0.3823066°O |      |
| Lloma de Santa Bàrbara            | 59 m.  | Montcada             |                  | 39° 33′ 03″ N, 0° 24′ 15″ O / 39.5508056°N,0.4042913°O |      |
| Muntanya de la Patada             | 56 m.  | el Puig              |                  | 39° 35′ 26″ N, 0° 18′ 19″ O / 39.5906732°N,0.3051842°O |      |
| Llometa de la Pareteta dels Moros | 47 m.  | Montcada             |                  | 39° 33′ 33″ N, 0° 23′ 31″ O / 39.5591658°N,0.3919127°O |      |
| el Cabeçolet                      | 26 m.  | el Puig              |                  | 39° 35′ 54″ N, 0° 18′ 38″ O / 39.598355°N,0.3104231°O  |      |